# Championnat de Finlande de football 1940-1941
Navigation
Saison précédente Saison suivante
La saison 1941 du Championnat de Finlande de football était la 12e édition du championnat de première division en Finlande. Les 8 meilleurs clubs du pays sont regroupés au sein d'un poule unique où chaque formation rencontre tous ses adversaires deux fois. Les deux derniers du classement en fin de saison sont relégués et remplacés par les deux meilleurs clubs de deuxième division.
À cause de la Seconde Guerre mondiale, le championnat ne peut pas être terminé. Le classement au moment de l'interruption est considéré comme le classement final. La compétition est de nouveau suspendue et ne reprend qu'en 1944.
C'est le TPS Turku, vainqueur de la dernière édition en 1939, qui remporte à nouveau la compétition. C'est le 3e titre de champion de Finlande de l'histoire du club.

## Les 8 clubs participants
- HIFK
- VPS Vaasa
- Sudet Viipuri - Promu de D2
- TPS Turku
- HJK Helsinki
- HPS Helsinki
- HT Helsinki
- KIF Helsinki - Promu de D2

## Compétition

### Classement
Le barème de points servant à établir le classement se décompose ainsi :
- Victoire : 2 points
- Match nul : 1 point
- Défaite : 0 point

| Rang | Équipe          | Pts | J  | G  | N | P | Bp | Bc | Diff |
| ---- | --------------- | --- | -- | -- | - | - | -- | -- | ---- |
| 1    | TPS Turku T     | 21  | 13 | 10 | 1 | 2 | 52 | 16 | +36  |
| 2    | VPS Vaasa       | 19  | 13 | 8  | 3 | 2 | 32 | 17 | +15  |
| 3    | Sudet Viipuri P | 17  | 14 | 7  | 3 | 4 | 38 | 30 | +8   |
| 4    | HIFK            | 16  | 13 | 7  | 2 | 4 | 35 | 27 | +8   |
| 5    | HJK Helsinki    | 10  | 12 | 4  | 2 | 6 | 22 | 30 | -8   |
| 6    | KIF Helsinki P  | 8   | 13 | 3  | 2 | 8 | 26 | 51 | -25  |
| 7    | HT Helsinki     | 8   | 13 | 3  | 2 | 8 | 19 | 32 | -13  |
| 8    | HPS Helsinki    | 5   | 13 | 1  | 3 | 9 | 18 | 39 | -21  |

|  | Champion de Finlande 1941           |
|  | Relégation en deuxième division     |
|  | T : Tenant du titre P : Promu de D2 |

## Bilan de la saison
| Championnat de Finlande de football 1941 |                      |
| Champion                                 | TPS Turku (3e titre) |
| Promotions et relégations                |                      |
| Promus en Mestaruussarja                 | IFK Vaasa            |
| Promus en Mestaruussarja                 | KPT Kuopio           |
| Relégués en Ykkönen                      | HT Helsinki          |
| Relégués en Ykkönen                      | HPS Helsinki         |